# Santi Cosma e Damiano
Santi Cosma e Damiano – miejscowość i gmina we Włoszech, w regionie Lacjum, w prowincji Latina.
Według danych na rok 2004 gminę zamieszkuje 6581 osób, 212,3 os./km².

## Linki zewnętrzne

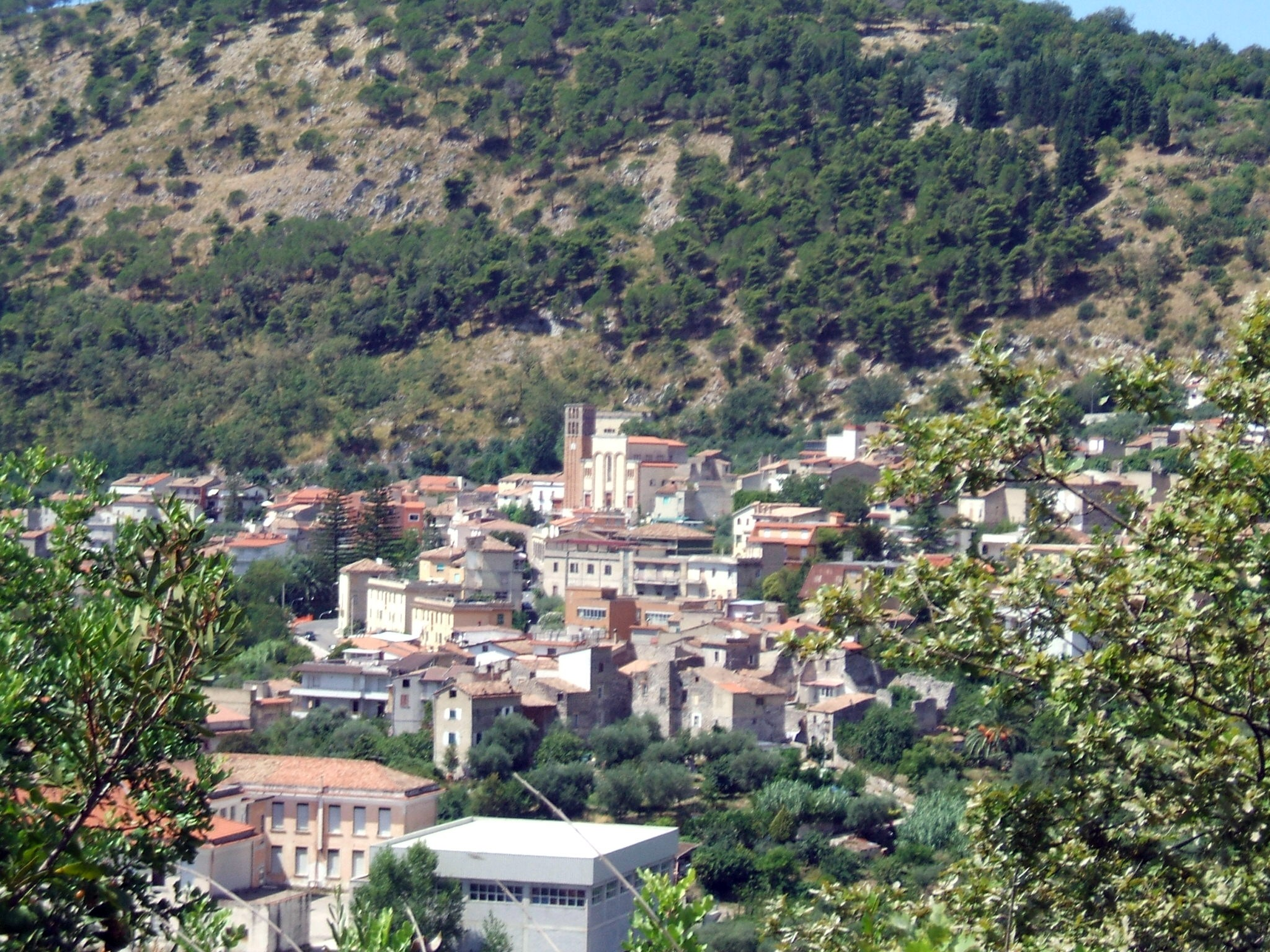
Panorama miasta